# Stirling
Stirling (gaelică scoțiană Sruighlea) este un oraș în nord-estul Marii Britanii, în Scoția. Este una dintre cele 32 subdiviziuni ale Scoției. Este o fostă capitală a Regatului Scoției.

## Orașe înfrățite
- Villeneuve d'Ascq, Franța
- Dunedin, Florida, Statele Unite
- Obuda, Ungaria
- Summerside, Prince Edward Island, Canada